# Hedychium biflorum
Hedychium biflorum là một loài thực vật có hoa trong họ Gừng. Loài này được Sirirugsa & K.Larsen mô tả khoa học đầu tiên năm 1995.